# Vice-président de la république démocratique du Congo
À la suite de la deuxième guerre du Congo, les institutions de transitions furent mises en place avec des composantes des différents partis et groupements impliqués dans le conflit et dans le dialogue. Un gouvernement de transition a été mis en place en 2003, aussi connu comme la formule 4 + 1, dirigé par le président Kabila et quatre vice-présidents de la République. Trois chefs de rebelles obtinrent les postes de vice-présidents, Ruverwa, Z'ahadi et Bemba, le président intérim Kabila garda son poste et Yerodia obtint le dernier poste de vice-président. Chaque parti obtint des postes de ministres et d'adjoints au ministre. La fonction est abolie en 2006.
Les quatre vice-présidents étaient :
- Azarias Ruberwa (RCD): Politique intérieure, Défense et Sécurité
- Arthur Z'ahidi Ngoma (forces du futur) : socio-culturel
- Abdoulaye Yerodia Ndombasi (PPRD): Reconstruction et Développement.
- Jean-Pierre Bemba (MLC): Économie et Finance